# 毛龙头竹
毛龙头竹（学名：Fargesia decurvata）为禾本科箭竹属下的一个种。

## 扩展阅读
- 維基物種上的相關：毛龙头竹